# Louis Dionne
Pour les articles homonymes, voir Dionne.
Louis Dionne est un médecin oncologue, chirurgien et professeur québécois né à Rimouski en 1932.
Avec son épouse, Claudette Gagnon Dionne, et feu le docteur Jean-Louis Bonenfant, il a mené, durant dix-sept années, une lutte acharnée pour créer, en 1985, la Maison Michel-Sarrazin.

## Distinctions
- 1988 -  Officier de l'Ordre du Canada[3]
- 1994 - Médaille Gloire de l'Escolle
- 1999 - Membre de l'Académie des Grands Québécois
- 2000 -  Chevalier de l'Ordre national du Québec[4]